# Долгое Лёдово
Долгое Лёдово — деревня в Щёлковском районе Московской области России, входит в состав сельского поселения Медвежье-Озёрское. Известна с 1575 года.

## География
Деревня находится на северо-востоке Московской области, относящейся к Восточно-Европейской равнине, на высоте 154 м над уровнем моря. Находится в зоне умеренно континентального климата с относительно холодной зимой и умеренно тёплым, а иногда и жарким, летом.
В деревне действует московское время.
Граничит с деревней  Медвежьи Озёра и городом Балашихой.
Расстояние до МКАД составляет 11 км езды по Щёлковскому шоссе А103, до райцентра — 9 км.
В деревне 7 улиц — Агролицей, Академическая, Весенняя, Лесная, Новая, Советская и Центральная, также приписано 6 садоводческих товариществ (СНТ).
В деревне останавливается множество автобусов и маршрутных такси, следующих из Москвы (м. Щёлковская) в различные населённые пункты области.

## История
Селение впервые упоминается в писцовых книгах 1575 года как пустошь Долгинино Кошелева стана Московского уезда. 
В 1748 г. в ревизских сказках записано сельцом Долново, приписанным к дворцовому селу Измайлову, и отмечено, что ранее оно было владением Симонова монастыря, а затем — светлейшего князя А. Д. Меншикова (вместе с ближними деревнями Медвежьи Озёра, Лукино) как Долгинино. 
В середине XIX века деревня Ледова относилась к 1-му стану Московского уезда Московской губернии и принадлежала подпоручице Марии Михайловне Александровой.
В «Списке населённых мест» 1862 года Ледово — владельческая деревня 1-го стана Московского уезда Московской губернии по левую сторону Владимирского шоссе, в 20 верстах от уездного города и 18 верстах от становой квартиры, при колодцах, с 7 дворами и 31 жителем (16 мужчин, 15 женщин).
В 1913 году — деревня Пехорской волости Московского уезда с 15 дворами.
По материалам Всесоюзной переписи населения 1926 года — деревня Оболдинского сельсовета Разинской волости Московского уезда на Стромынском шоссе и в 5 км от станции Балашиха Нижегородской железной дороги, проживало 75 жителей (33 мужчины, 42 женщины), насчитывалось 15 крестьянских хозяйств.
После образования в 1929 году Щёлковского района на довоенных картах называлось Малое Лёдово, позднее и в настоящее время — Долгое Лёдово.
В 1994–2006 годах деревня относилась к Медвежье-Озёрскому сельскому округу.
Сейчас в деревне действует агролицей «Медвежьи Озёра», основанный в 1947 году, а также комбинат по производству шампиньонов. 

## Население
| 1859 | 1926 | 2002 | 2006 | 2010 |
| ---- | ---- | ---- | ---- | ---- |
| 31   | ↗75  | ↗849 | ↗910 | ↘839 |

## Достопримечательности
Поселок находится на территории национального парка Лосиный остров.